# Ptychadena neumanni
Ptychadena neumanni là một loài ếch trong họ Ptychadenidae. Chúng là loài đặc hữu của Ethiopia.
Các môi trường sống tự nhiên của chúng là các khu rừng ẩm ướt đất thấp nhiệt đới hoặc cận nhiệt đới, các khu rừng vùng núi ẩm nhiệt đới hoặc cận nhiệt đới, vùng đất ẩm có cây bụi nhiệt đới hoặc cận nhiệt đới, vùng cây bụi nhiệt đới hoặc cận nhiệt đới vùng đất cao, đồng cỏ ở cao nhiệt đới hoặc cận nhiệt đới, sông, sông có nước theo mùa, đầm nước, đầm nước ngọt, đầm nước ngọt có nước theo mùa, đất canh tác, vườn nông thôn, các khu rừng trước đây bị suy thoái nặng nề, ao, và kênh đào và mương rãnh. Loài này đang bị đe dọa do mất môi trường sống.